# Hans Blöcker

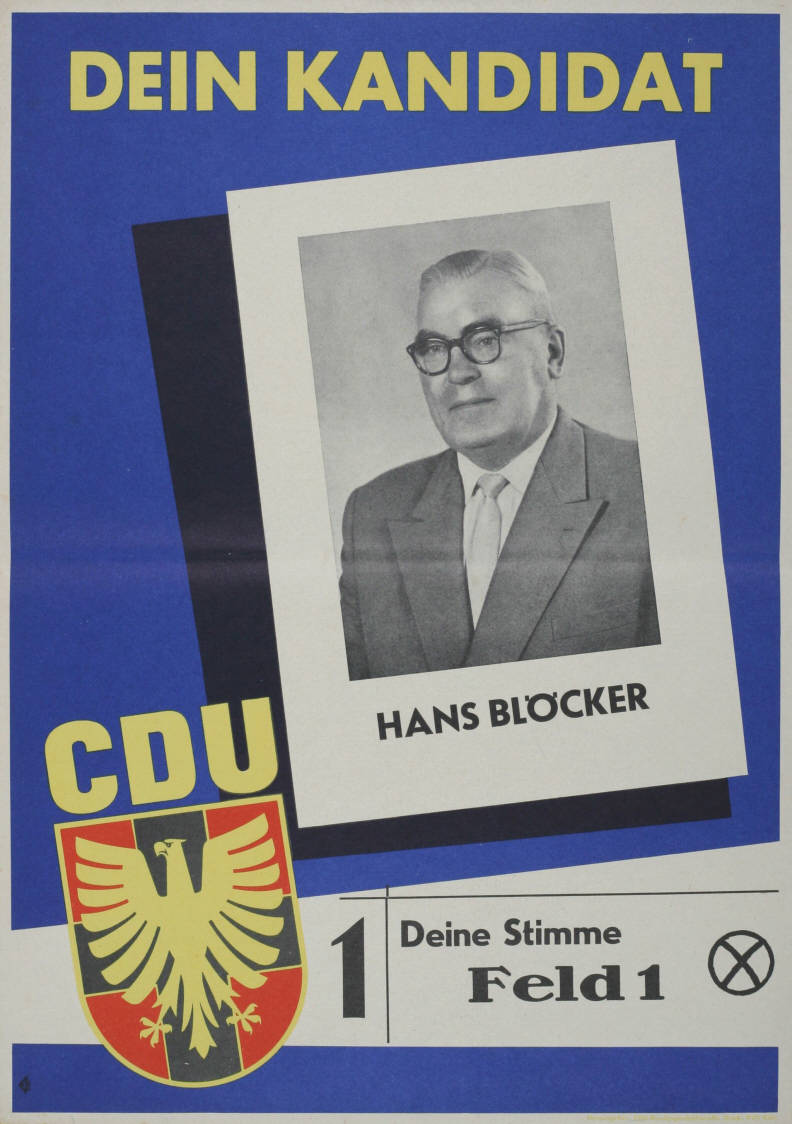
Wahlplakat (1957)

Hans Blöcker (* 17. April 1898 in Neumünster; † 15. Juni 1988 ebenda) war ein deutscher Politiker (CDU).

## Leben
Blöcker, der evangelischen Glaubens war, absolvierte nach dem Besuch der Oberrealschule eine Lehre als Stellmacher und Karosseriebauer, die er mit der Gesellenprüfung abschloss. Nach dem Besuch der technischen Wagenbauschule in Hamburg war er als Konstrukteur in Halle an der Saale und Berlin tätig, wo er die Meisterprüfung ablegte. 1939 übernahm er den väterlichen Karosserie- und Fahrzeugbaubetrieb in Neumünster.
Blöcker trat zum 1. Mai 1933 in die NSDAP ein (Mitgliedsnummer 2.747.469). Von 1934 bis 1939 war er Innungsobermeister und anschließend bis 1945 Reichsinnungsmeister. Danker und Lehmann-Himmel charakterisieren ihn in ihrer Studie über das Verhalten und die Einstellungen der Schleswig-Holsteinischen Landtagsabgeordneten und Regierungsmitglieder der Nachkriegszeit in der NS-Zeit als höheren Verbandsfunktionär und „systemtragend / karrieristisch“.
1945 wurde Blöcker Landesinnungsmeister der Wagner- und Karosseriebauer-Innung in Schleswig-Holstein, 1952 Vizepräsident des Handwerker-Verbandes in Schleswig-Holstein und schließlich 1954 Vizepräsident der Handwerkskammer Lübeck. Diese Ämter hatte er bis 1969 inne. Anschließend wurde er Ehrenpräsident des Wirtschaftsverbandes Schleswig-Holstein.
Blöcker, der 1953 der CDU beigetreten war, war von 1954 bis zum 31. Dezember 1957 Landtagsabgeordneter in Schleswig-Holstein, wo er den Wahlkreis Neumünster vertrat. Er rückte am 8. November 1954 für Kai-Uwe von Hassel, der zum Ministerpräsidenten von Schleswig-Holstein gewählt worden war, in den Deutschen Bundestag nach, dem er bis 1969 angehörte. Er zog 1954 und 1965 über die Landesliste Schleswig-Holstein und sonst als direkt gewählter Abgeordneter des Wahlkreises Segeberg – Neumünster in den Bundestag ein.
Blöcker war verheiratet und hatte sechs Kinder.